# Scolecomorphus uluguruensis
Scolecomorphus uluguruensis là một loài không chân thuộc họ Scolecomorphidae. Chúng là loài đặc hữu của Tanzania.
Môi trường sống tự nhiên của chúng là vùng núi ẩm nhiệt đới hoặc cận nhiệt đới, vườn nông thôn, và rừng trước đây suy thoái nghiêm trọng.